# Mobcast Cup International Women’s Club Championship
Klubowe mistrzostwa świata w piłce nożnej kobiet (ang. International Women's Club Championship, jap. 国際女子サッカークラブ選手権) – coroczne klubowe rozgrywki piłkarskie kobiet pomiędzy najlepszymi przedstawicielami  Europy, Australii, Ameryki Południowej oraz Japonii organizowane przez Japan Football Association i Nadeshiko League.

## Historia
Zapoczątkowany został w 2012 roku przez Japan Football Association i Nadeshiko League jako Mobcast Cup. W rozgrywkach uczestniczyły zespoły, które reprezentowały różne kontynenty. Turniej pomiędzy tymi zespołami zawsze odbywa się na stadionach Japonii i jest sponsorowany przez Mobcast. Inauguracyjny turniej, zwany inaczej Międzynarodowe Klubowe Mistrzostwa Kobiet odbył się w Japonii w listopadzie 2012 roku przy udziale czterech zespołów: Olympique Lyon (Europa), Canberra United FC (Australia), INAC Kobe leonessa (Japonia) i NTV Beleza (zwycięzca Pucharu Japonii). Pierwszym zwycięzcą została francuska drużyna Olympique Lyon która w finale pokonała po dogrywce 2:1 klub INAC Kobe Leonessa. Przewidywano, że FIFA zatwierdzi ten turniej jako żeński odpowiednik męskich Klubowych Mistrzostw Świata. 

## Finały
| 2012 Szczegóły | Japonia | Olympique Lyon     | 2:1 po dogr. | INAC Kobe Leonessa | NTV Beleza         | 4:3                    | Canberra United FC   | 4 |
| 2013 Szczegóły | Japonia | INAC Kobe Leonessa | 4:2          | Chelsea L.F.C.     | Sydney FC          | 3:3 po dogr. karne 4:2 | Colo-Colo            | 5 |
| 2014 Szczegóły | Japonia | São José EC        | 2:0          | Arsenal L.F.C.     | Urawa Red Diamonds | 4:0                    | Okayama Yunogo Belle | 6 |

## Klasyfikacja medalowa
| Miejsce | Kraj      | Klub               | 1. miejsca | 2. miejsca | 3. miejsca | Razem | Lata zwycięstw | Lata zdobycia 2 miejsc | Lata zdobycia 3 miejsc |
| ------- | --------- | ------------------ | ---------- | ---------- | ---------- | ----- | -------------- | ---------------------- | ---------------------- |
| 1.      | Japonia   | INAC Kobe Leonessa | 1          | 1          | 0          | 2     | 2013           | 2012                   |                        |
| 2.      | Francja   | Olympique Lyon     | 1          | 0          | 0          | 1     | 2012           |                        |                        |
| 2.      | Brazylia  | São José EC        | 1          | 0          | 0          | 1     | 2014           |                        |                        |
| 4.      | Anglia    | Arsenal L.F.C.     | 0          | 1          | 0          | 1     |                | 2014                   |                        |
| 4.      | Anglia    | Chelsea L.F.C.     | 0          | 1          | 0          | 1     |                | 2013                   |                        |
| 6.      | Japonia   | NTV Beleza         | 0          | 0          | 1          | 1     |                |                        | 2012                   |
| 6.      | Australia | Sydney FC          | 0          | 0          | 1          | 1     |                |                        | 2013                   |
| 6.      | Japonia   | Urawa Red Diamonds | 0          | 0          | 1          | 1     |                |                        | 2014                   |

## Osiągnięcia krajowe
| Miejsce | Kraj      | 1. miejsca | 2. miejsca | 3. miejsca | Razem |
| ------- | --------- | ---------- | ---------- | ---------- | ----- |
| 1.      | Japonia   | 1          | 1          | 2          | 4     |
| 2.      | Brazylia  | 1          | 0          | 0          | 1     |
| 2.      | Francja   | 1          | 0          | 0          | 1     |
| 4.      | Anglia    | 0          | 2          | 0          | 2     |
| 5.      | Australia | 0          | 0          | 1          | 1     |